# Келе Леавере
Келе Леавере (енгл. Kele Leawere; 27. април 1974) бивши је фиџијански рагбиста и репрезентативац. Његова браћа Мика и Секове су репрезентативци Фиџија у рагбију 7. Отишао је са Фиџија на Нови Зеланд 1996., где ће играти за неколико екипа. У октобру 2002., дебитовао је у националном дресу Фиџија у тест мечу против Шкотске. Први есеј је постигао против Самое 2004. Играо је за Фиџи на два светска купа (2003,2007). Укупно је постигао 5 есеја у 25 тест мечева за Фиџи.